# Borassus
Borassus L. är i botaniken ett växtsläkte av familjen palmer (Arecaceae). Arterna i släktet är höga palmer.